# Julie Madison
Julie Madison es un personaje ficticio que aparece en los cómics estadounidenses publicados por DC Comics, comúnmente en asociación con el superhéroe Batman. El personaje apareció por primera vez en Detective Comics #31 (septiembre de 1939) y fue creado por Gardner Fox, Bob Kane y Sheldon Moldoff. Ella es conocida por ser el primer interés romántico significativo de Batman.
El personaje hizo su debut de acción real en la película de 1997 Batman y Robin, interpretado por Elle Macpherson.

## Historial de publicaciones
Julie Madison apareció por primera vez en Detective Comics #31 (septiembre de 1939) y fue creada por Gardner Fox, Bob Kane y Sheldon Moldoff.

## Biografía ficticia

### Versión original
Solo cuatro números después del debut de Batman, Julie Madison apareció por primera vez en Detective Comics #31. Hizo su última aparición en la Edad de oro de las historietas en Detective Comics #49 (marzo de 1941).
Originalmente se la retrata como una miembro de la alta sociedad que a menudo está en peligro y que está comprometida con Bruce Wayne, y no está al tanto de su vida secreta como Batman. Ella teme que Bruce nunca sea más que un playboy perezoso y mimado; ella está fascinada con Batman, considerándolo su hombre ideal. En su primera aparición, se la utiliza como peón en la batalla del Monje vampírico con el Caballero de la Noche.
Detective Comics #40 la estableció como actriz. En este número, ella y sus coprotagonistas son atacados por el trastornado actor Basil Karlo (también conocido como Clayface original) que está enojado por no tener la oportunidad de protagonizar una nueva versión de una película en la que había aparecido anteriormente.
Julie hace su última aparición en las primeras series de Detective Comics #49. En este episodio, el director del estudio de cine y su agente de publicidad consiguen que adopte el nombre artístico de "Portia Storme" (inspirado en Portia de El mercader de Venecia de William Shakespeare y en el hecho de que su última actuación había "conmocionado al mundo"). Mientras tanto, Julie termina su compromiso con Bruce. La separación es amistosa y se mantienen en buenos términos. Batman y Robin intervienen cuando Clayface escapa de la custodia y nuevamente persigue a Julie. Mientras captura al villano, se convierte en la primera mujer en ponerse el disfraz de Robin como parte de un complicado engaño.
Julie Madison reapareció en dos historias de World's Finest en la década de 1970 como la princesa Portia, gobernante del país ficticio de Moldacia.

### Post-Crisis
La miniserie de seis números Batman and the Monster Men de Matt Wagner, publicada en 2006, está ambientada al principio (la versión actual post-crisis) de la carrera de Batman y vuelve a presentar a Julie Madison. Esta versión del personaje es una estudiante de derecho e hija de Norman Madison, un hombre de negocios en quiebra que pide dinero prestado al mafioso Sal Maroni. Bruce Wayne se preocupa profundamente por Julie, pero se resiste a contarle el secreto de sus actividades nocturnas. La propia Julie sospecha que Bruce le está ocultando algo.
Julie adquiere mayor importancia en la miniserie de seguimiento de Wagner, Batman and the Mad Monk. Al igual que Monster Men, esta serie vuelve a contar una historia temprana de la historia editorial de Batman, su conflicto con el villano vampírico, el Monje. Como en el original, Julie camina dormida hacia la guarida del monje, donde el vampiro la muerde y se convierte en su esclava. El Monje intenta manipular a Julie para que ceda las finanzas de su padre a su culto sobrenatural. Al final, Batman salva a Julie, pero los matones de Maroni matan a su padre. Angustiada, deja a Bruce y Gotham y se va a África como miembro voluntario del Cuerpo de Paz.
En la miniserie Batman: Family, los paparazzi le preguntan a Bruce Wayne si él es el "padre del bebé de Julie Madison".
Más tarde, Julie hace una aparición retrospectiva en Batman # 682 cuando los secuaces de Darkseid invaden la mente de Batman y distorsionan sus recuerdos. En los primeros días de Batman, le dice a Alfred Pennyworth que le informe a Bruce que se va a Hollywood para intentar triunfar como actriz; Batman luego no se da cuenta ni recuerda que ella se ha ido.
Ella aparece en una bañera hacia el final de Red Robin # 11 como uno de los objetivos de Ra's al Ghul, identificado como el primer amor de Bruce, hasta que ella es rescatada por Man-Bat, lo que la sorprende y asusta.

### The New 52
En "The New 52" (un reinicio de 2011 del universo de DC Comics), Julie Madison debuta al comienzo de la historia de "Savage City", el acto final de "Zero Year". Allí solo aparece en una secuencia de flashback/sueño, en la que está saliendo con Bruce, quien es uno de sus compañeros de clase. Reaparece en el último número de la historia, esta vez en la actualidad, ya que se mudó de regreso a Gotham City y quiere reunirse con Bruce. Alfred imagina cómo sería si Bruce y Julie se juntaran y formaran una familia, permitiéndole a Bruce tener una vida más allá de Batman. Bruce no puede reunirse con Julie porque está ocupado luchando contra el crimen, para disgusto de Alfred.
En Batman (vol. 2) #43, Julie es la directora de una clínica para jóvenes desfavorecidos que Bruce Wayne está ayudando a financiar y administrar. Después de los eventos de Batman: Endgame , donde Bruce no tiene recuerdos de su vida como Batman después de su última batalla con el Joker, Bruce ha comenzado una relación con Julie y trabaja para ella en la clínica. Juntos, visitan la Mansión Wayne, que Geri Powers compró y devolvió a Bruce, solo para ser atacados por Riddler, Sr. Frío y Clayface. En el curso de su relación, Julie revela que su padre era un traficante de armas que probablemente vendió a Joe Chill el arma que usó para matar a los padres de Bruce, pero Bruce sostiene que no importa, incluso expresando su deseo de casarse con ella. Cuando Bruce recuerda su pasado como Batman y concluye que debe restaurar sus recuerdos, Julie ayuda a Alfred a completar el proceso que restaurará los recuerdos de Batman de Bruce a costa de destruir todos los recuerdos que obtuvo durante su amnesia, aceptando que Gotham City necesita Batman más que ella necesita a Bruce y considera apropiado de una manera retorcida que ella debería 'terminar' con la vida de Bruce Wayne tal como su padre contribuyó a su final original al vender Chill el arma.

## Otras versiones

### Elseworlds
Julie Madison ha aparecido como el interés amoroso de Batman en varias historias de Elseworlds:
- La secuela de Gotham: Luz de gas Maestro del Futuro;[16]
- En Batman: Dark Knight Dynasty, la historia de "Dark Present" comienza con Bruce casándose con Julie y termina con su muerte a manos de Vándalo Salvaje. En el momento de la muerte de Bruce, Julie está embarazada de su hijo, lo que permite que la familia Wayne continúe con la siguiente historia, "Futuro oscuro", cuando la descendiente de Bruce, Brenna Wayne, se enfrenta a Salvaje nuevamente en el año 2500 d. C.;
- La versión de 1939 de Julie aparece en la serie limitada Superman & Batman: Generations, en la que las aventuras de los héroes suceden en tiempo real. Está disfrutando de una cita con Bruce Wayne en una feria de tecnología cuando Lex Luthor intenta matarla con su robot Ultra-Humanidad.[17]

### Legends of the Dark Knight
En Batman: Legends of the Dark Knight #94, un grupo de personas en un ascensor habla sobre Batman. Una de ellas es Julie Madison, de 80 años, que recuerda sus encuentros con él en la década de 1930, un homenaje a la serie original.

## En otros medios
Julie Madison apareció en la película de 1997 Batman y Robin, interpretada por Elle Macpherson. Madison es la prometida de Bruce Wayne en la película. Aparece principalmente en público con Bruce en eventos como la inauguración del telescopio gigante en el Observatorio de Gotham. Su relación casi termina cuando Bruce, como Batman, cae bajo el hechizo de Hiedra Venenosa. Las novelizaciones de la película presentan una escena adicional en la que Bruce, bajo la influencia del polvo de amor de Hiedra Venenosa, rompe con Julie en público. Ella es el único interés amoroso de Batman que no conoce la identidad secreta de Bruce Wayne.